# Herrenhaus Groß Kedingshagen

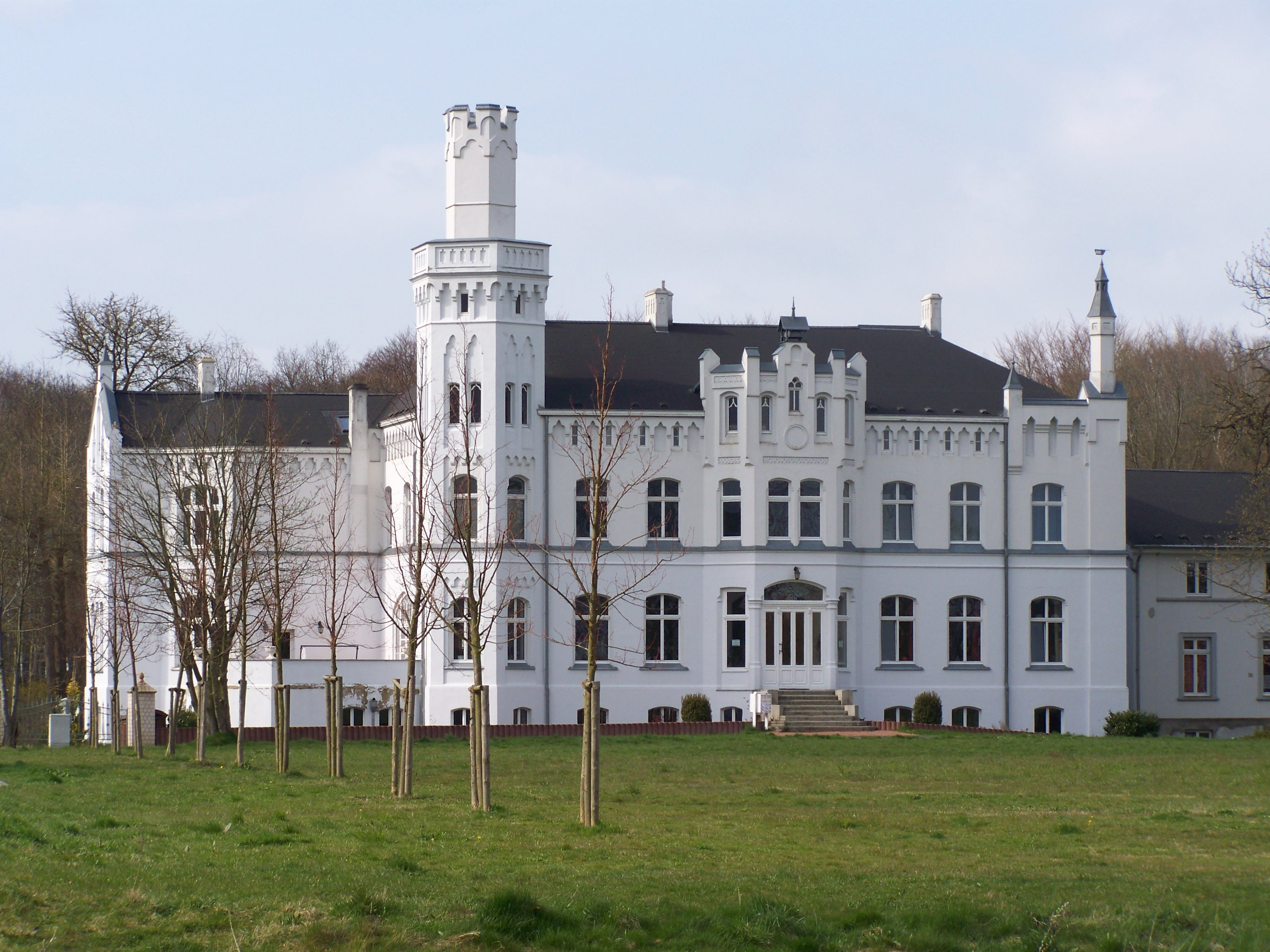
Das Herrenhaus in Groß Kedingshagen

Das Herrenhaus Groß Kedingshagen ist ein Herrenhaus am nördlichen Ortsrand des gleichnamigen Ortsteiles der Gemeinde Kramerhof im Landkreis Vorpommern-Rügen.
Das neogotische Herrenhaus ist ein zweigeschossiger mehrachsiger Putzbau mit einem markanten hexagonalen Turm mit ebenfalls sechseckigen Laternenaufsatz an der Südseite. Südöstlich des Gebäudes befindet sich der große Gutshof mit größtenteils zweigeschossigen, neogotischen Backsteinbauten aus den Jahren zwischen 1860 und 1880. Nördlich des Herrenhauses befindet sich ein großer Garten mit größerem Baumbestand. Das Herrenhaus wurde im Auftrag des Stralsunder Reeders und späteren Königlich belgischen Konsuls Johann Heinrich Bartels vor 1835 erbaut. Das Herrenhaus und das Gut wurden nach dessen Tod im Jahr 1864 in eine Privatstiftung umgewandelt. Paul Gustav Adolf Schirmann (1874–1932) erwarb Gut und Herrenhaus im Jahre 1928. Danach war es im Besitz seiner Töchter und seiner zweiten Ehefrau. Seit 1997 befindet sich das Herrenhaus in Privatbesitz und wird als Wohngebäude genutzt.